# Dedryck Boyata
Anga Dedryck Boyata (nascut 28 de novembre 1990), més conegut com a Dedryck Boyata, és un futbolista professional belga d'ascendència congolesa que juga de defensa al Club Brugge
Ha estat jugador de clubs com el Manchester City o el Celtic de Glasgow.